# Лопастник бокальчатый
Ло́пастник бока́льчатый, или гельве́лла бокальчатая, также ацета́була обыкнове́нная (лат. Helvélla acetábulum) — вид грибов, входящий в род лопастник, или гельвелла (Helvella) семейства гельвелловые (Helvellaceae).

## Описание
Плодовые тела — чашевидные апотеции 2—8 см в диаметре на короткой ребристой ножке. Внутренняя спороносная поверхность — гименофор — «чаши» различной интенсивности коричневого цвета. Ножка 1—7 см в высоту, часто выражена довольно слабо, 1—2,5 см толщиной, ребристая. Рёбра ножки значительно продолжаются на стенки «чаши». Окраски внешней стороны плодовых тел бледно-коричневая, у края «чаши» более тёмная, ближе к основанию ножки беловатая.
Споры в массе белого цвета. Аски цилиндрической формы, 270—400×15—20 мкм, содержат 8 спор, каждая из которых одноклеточная, широкоэллиптической формы, 16—22×11—14 мкм, неокрашенная, с одной масляной каплей, с гладкими стенками. Парафизы септированные, ветвящиеся у основания, с булавовидно утолщёнными концами.
Условно-съедобный гриб, пригодный к употреблению в пищу после предварительного отваривания. Используется для жарки, в салатах и для сушки.

### Сходные виды
- Helvella solitaria P.Karst., 1871 — Лопастник Келе — отличается более узкой выраженной ножкой и рёбрами, не продолжающимися на стенки «чаши».

Существует целая группа трудноотличимых близких видов. Ввиду наличия между ними переходных форм все они иногда считаются одним полиморфным видом.
- Helvella costifera Nannf., 1953 отличается серой окраской без жёлтых тонов, тупоребристой ножкой без полостей, а также сильнее опушённым апотецием.
- Helvella hyperborea Harmaja, 1978 отличается сильно ребристым апотецием и тёмным опушением. Редкий североевропейский вид.

## Экология и ареал
Возможно, микоризообразователь. Произрастает группами на почве в широколиственных лесах, у тропинок, в траве, весной и в начале лета.
Широко распространён в Европе, Азии и Северной Америке.

## Синонимы
- Acetabula acetabulum (L.) Underw. & Earle, 1897, nom. illeg.
- Acetabula sulcata (Pers.) Fuckel, 1870
- Acetabula vulgaris Fuckel, 1870, nom. nov.
- Aleuria acetabulum (L.) Gillet, 1879
- Macroscyphus acetabuliforme Gray, 1821
- Octospora acetabulum (L.) Timm, 1788
- Paxina acetabulum (L.) Kuntze, 1891
- Paxina sulcata (Pers.) Kuntze, 1891
- Peziza acetabulum L., 1753basionym
- Peziza sulcata Pers., 1801
- Phleboscyphus vulgaris (Fuckel) Clem., 1903, nom. illeg.